# Tom Leinster
Thomas Stephen Hampden "Tom" Leinster (né en 1971) est un mathématicien britannique, professeur à l'université d'Édimbourg, spécialiste de théorie des catégories.

## Biographie
Leinster étudie à Oxford et Cambridge ; il obtient son doctorat en 2000 à l'Université de Cambridge sous la direction de Martin Hyland (titre de sa thèse : Operads in Higher-Dimensional Category Theory). Il est ensuite postdoc à Cambridge et Paris ; après un séjour à l’université de Glasgow, il devient professeur à l'université d'Édimbourg.

## Activités
Il est auteur de manuels sur la théorie des catégories, les catégories supérieures et les opérades. Dans les années 2010, il s'intéresse aussi à une généralisation de la caractéristique d'Euler dans la théorie des catégories, appelée la « magnitude ». Il l'a également travaillé sur des espaces métriques en vue d'une application en biologie en mesure de la biodiversité.
Les groupes de Leinster portent son nom : ce sont les groupes finis dont l'ordre est égal à la somme des ordres de leurs sous-groupes normaux.
En 2019, il obtient le prix Chauvenet  pour l'article Rethinking Set Theory.
Il est auteur principal et modérateur du blog n-Category-Café qui couvre des sujets liés aux mathématiques, aux sciences et à la philosophie, souvent du point de vue de la théorie des catégories.
Leinster a attiré l'attention des médias par un article dans le New Scientist, dans lequel il appelle les mathématiciens à ne pas travailler pour les services de renseignement, pour des raisons éthiques. Plusieurs journaux ont rendu compte de cet article, parmi lesquels :
- « Mathematicians: refuse to work for the NSA! », Boing Boing, 27 avril 2014,
- « Mathematicians Push Back Against The NSA », Slashdot, 27 avril 2014,
- « Un mathématicien appelle ses collègues à ne plus travailler pour la NSA », Mediapart, 28 avril 2014 lire le texte ici,
- « Mathematiker ruft zum Geheimdienst-Boykott auf », Zeit Online, 28 avril 2014,
- « Mathematiker-Aufruf: Arbeitet nicht für die Geheimdienste! », Spiegel Online, 28 avril 2014.

## Publications (sélection)
- Tom Leinster, Basic Category Theory, Cambridge, Cambridge University Press, coll. « Cambridge Studies in Advanced Mathematics », 2014 (ISBN 978-1-107-04424-1, DOI 10.1017/cbo9781107360068, arXiv 1612.09375).
- Tom Leinster, Higher Operads, Higher Categories, Cambridge, Cambridge University Press, coll. « London Mathematical Society Lecture Note Series » (no 298), 2004 (ISBN 978-0-521-53215-0, DOI 10.1017/cbo9780511525896, arXiv math/0305049).
- Tom Leinster, « Rethinking set theory », American Mathematical Monthly, vol. 121, no 5,‎ mai 2014, p. 403-415 (zbMATH 1345.03100, arXiv 1212.6543).
- Tom Leinster, Entropy and diversity : The axiomatic approach, Cambridge, Cambridge University Press, 2021 (ISBN 978-1-108-83270-0 et 978-1-108-96557-6, zbMATH 07298513).
- Tom Leinster, « A survey of definitions of n-category », Theory and Applications of Categories 10 (2002), 1-70, vol. 10,‎ 2002, p. 1-70 (arXiv math/0107188, lire en ligne, consulté le 6 mars 2021).
- Tom Leinster et Mark W. Meckes, « The magnitude of a metric space: from category theory to geometric measure theory », dans Nicola Gigli (éditeur), Measure Theory in Non-Smooth Spaces, De Gruyter Open, 2017 (ISBN 978-3-11-055083-2, DOI 10.1515/9783110550832-005, arXiv 1606.00095, lire en ligne), p. 156-193

## Article lié
- Valeria de Paiva